# تورلي
التورلي هو طبق خضار مُشكل مصري تقليدي يحتوي غالبًا على قطع من اللحم مثل لحم البقر أو لحم الضأن أو الدجاج. يُستخدم هذا الطبق اللذيذ والمغذي مجموعة متنوعة من الخضروات، وهو طبق وعنصر أساسي في المطبخ المصري.

## تحضير
تتضمن عملية تحضير التورلي وضع طبقات من الخضروات واللحوم، ثم خبزها حتى تصبح طرية. تشمل الخضروات المستخدمة بشكل شائع البطاطس والجزر والكوسة والبازلاء والفاصوليا الخضراء والفلفل الحلو. يتم تقطيع اللحوم عادة إلى مكعبات صغيرة ويمكن أن تكون لحم بقري أو لحم ضأن أو دجاج، حسب التفضيل.
في البداية، يتم تحمير اللحوم في الزيت، ثم يتم مزجها مع البصل المقطع والثوم المفروم، والفلفل الحار المفروم بشكلٍ اختياري لمزيد من الحرارة. بعد القلي، يتم إضافة الخضروات المتنوعة وتقليبها معًا. ثم يتم دمج الطماطم المهروسة ومعجون الطماطم والمرق لإنشاء قاعدة غنية. يُغلى الخليط ثم يتبل بالملح والفلفل والأعشاب الطازجة مثل الكزبرة. ويُنقل الخليط بالكامل إلى طبق آمن للاستخدام في الفرن ويتم خبزه حتى يصبح سطحه ذو لون بني ذهبي.
غالبًا ما يتم تقديم التورلي مع الأرز، مما يوفر وجبة متكاملة.